# おやすみパラドックス/ジェニーはご機嫌ななめ
「おやすみパラドックス／ジェニーはご機嫌ななめ」（おやすみパラドックス／ジェニーはごきげんななめ）は、やくしまるえつこの1枚目のシングル。2009年10月21日にスターチャイルドから発売された。

## 概要
本作は、バンド「相対性理論」のボーカルであるやくしまるの初となるソロシングルである。
表題曲である「おやすみパラドックス」は、テレビアニメ『夏のあらし! 〜春夏冬中〜』のオープニングテーマに起用された。
店舗限定特典として配布された「やくしまるえつこ かさねてステッカー」は全6種類あり、すべてそろえるとやくしまるが描いた一枚の絵になる仕組みである。
近田春夫、高橋幸宏とのコラボシングルである。

## 収録曲
全作曲：近田春夫
1. おやすみパラドックス[4:38]
作詞：ティカ・α、編曲：近田春夫
2. ジェニーはご機嫌ななめ[3:56]
作詞：沖山優司、編曲：高橋幸宏
1980年に発売されたジューシィ・フルーツの楽曲のカバー。
3. おやすみパラドックス （off vocal ver.）[4:38]
4. ジェニーはご機嫌ななめ （off vocal ver.） [3:56]

## ミュージックビデオ
「おやすみパラドックス」のミュージックビデオの監督は、相対性理論の「地獄先生」などを手掛けた冨永昌敬が担当しており、町工場を舞台に、工場主の抵抗むなしく娘と工場が差し押さえられる様子が長回しを使って捉えられている。
「おやすみパラドックス」のフルサイズのミュージックビデオはMyspaceにて期間限定で公開されたほか、公式ウェブサイトでは90秒のショートバージョンが公開された。
「ジェニーはご機嫌ななめ」のミュージックビデオは、ダウジング棒を持った両手首のみが風景の中を"お散歩"する内容となっている。こちらのミュージックビデオはシングル特設サイトとやくしまるの公式サイトにて「お散歩開始バージョン」と名付けられた70秒のショートバージョンが公開され、のちにフルバージョンが公開された。

## 反響

### 受賞
| 年     | 賞                              | 部門                   |
| ------ | ------------------------------- | ---------------------- |
| 2010年 | SPACE SHOWER Music Video Awards | BEST ALTERNATIVE VIDEO |